# Azay-sur-Thouet
Azay-sur-Thouet är en kommun i departementet Deux-Sèvres i regionen Nouvelle-Aquitaine i västra Frankrike. Kommunen ligger i kantonen Secondigny som tillhör arrondissementet Parthenay. År 2022 hade Azay-sur-Thouet 1 111 invånare.

## Befolkningsutveckling
Antalet invånare i kommunen Azay-sur-Thouet
| Referens: INSEE |